# Виши трговински суд Републике Србије
Виши трговински суд је другостепени суд који одлучује о жалбама на одлуке 17 подручних трговинских судова. У првом степену одлучује само у правним стварима одређеним законом.
У надлежност тог суда изван суђења спада давање мишљења о предлогу пословних узанси за промет робом и прописа које доноси Привредна комора Србије.
Виши трговински суд тако одлучује:
- о жалбама на одлуке трговинских судова;
- у првом степену када је то законом одређено;
- у управно-рачунском спору;
- о сукобу надлежности и преношењу надлежности трговинских судова;
- утврђује правне ставове ради јединствене примене закона из надлежности трговинских судова и
- врши и друге послове одређене законом.

Виши трговински суд, као специјализован суд републичког ранга, поред одлучивања у правним стварима одређене врсте, такође:
- припрема часопис за привредно право Судска пракса трговинских судова, публикацију која излази тромесечно и усмерена је не само ка судијама трговинских судова већ и свим правницима који се баве трговинским правом. Билтен садржи сентенце из одлука Вишег трговинског суда које као утврђени правни ставови треба да омогуће јединствену примену закона из надлежности трговинских судова.
- објављује годишњи извештај који сумира рад и резултате 17 трговинских судова.